# Лунер, Джейми
Джейми Лунер (англ. Jamie Luner; род. 12 мая 1971, Пало-Алто, Калифорния) — американская телевизионная актриса, наиболее известная по ролям в сериалах «Саванна», «Мелроуз-Плейс», «Профайлер» и «Все мои дети». Лунер также хорошо известна благодаря своим многочисленным главным ролям в фильмах канала Lifetime.

## Ранняя жизнь
Джейми Мишель Лунер родилась в Пало-Алто, штат Калифорния в семье актрисы и торгового представителя.

## Карьера
Лунер начала свою карьеру с появлений в ситкоме «Проблемы роста» в 1987 году, а уже в следующем году получила одну из главных ролей в его спин-оффе — «Только десять из нас», который продолжался три сезона. В последующие годы карьера Лунер пошла вверх и она сыграла главные роли в нескольких сделанных для телевидения фильмах, в том числе в ленте «Признание студентки» (1994). В 1996 году она сыграла главную роль в сериале производства Аарона Спеллинга — «Саванна», который просуществовал два сезона, а после присоединилась к другому сериалу Спеллинга — «Мелроуз-Плейс», где исполнила роль Лекси Стерлинг, новой злодейки, и появлялась в шоу вплоть до его финала в 1999 году.
В 1999 году, после завершения «Мелроуз-Плейс», Лунер была приглашена на главную роль в сериале «Профайлер», в качестве замены для ушедшей из него ведущей актрисы Элли Уокер. Рейтинги шоу после ухода Уокер и введения Лунер быстро пошли на спад и канал закрыл сериал весной 2000 года.
После закрытия сериала «Профайлер» карьера Лунер пошла на спад и она в основном появлялась в эпизодах телесериалов, таких как «За гранью возможного», «C.S.I.: Место преступления Майами», «Морская полиция: Спецотдел» и «C.S.I.: Место преступления». Она также снялась в недолго просуществовавшем сериале «Патруль 10-8» в 2003—2004 годах.
В 2005 году Лунер снялась сразу в четырёх фильмах, сделанных специально для женского кабельного канала Lifetime: «Слепая несправедливость», «Чужой в моей постели», «Подозреваемый» и «Идеальный брак». Лунер сыграла также в двух телефильмах для канала Sci-fi: «Последний шквал» в 2007 и «Огненный шквал» в 2009 годах. В апреле 2009 года Лунер присоединилась к дневной мыльной опере «Все мои дети», где и снималась вплоть до её закрытия в сентябре 2011 года. С тех пор Лунер вернулась к Lifetime, снимаясь ещё в шести фильмах в период между 2012—2014 годами. Также она в последние годы была гостем в сериалах «Сверхъестественное», «Мыслить как преступник» (8 сезон 13 серия, роль Мэддисон Райли, Хозяйки галереи VSJ), «Болота», «Два с половиной человека», «Настоящая кровь», «Лучше звоните Солу» и «Убийство первой степени».

## Избранная фильмография
| Год  |   | Русское название | Оригинальное название | Роль                           |
| ---- | - | ---------------- | --------------------- | ------------------------------ |
| 2014 | с | Настоящая кровь  | True Blood            | Аманда, вампир с гепатитом «Х» |